# Bombardier CRJ-705
CRJ-705 – mały odrzutowiec pasażerski produkowany przez Bombardier Aerospace. Jego konstrukcja oparta jest na modelu CRJ-700. Jest najnowszym modelem w serii CRJ. Samolot ten został stworzony na potrzeby linii lotniczych Air Canada Jazz, która używa wszystkie 15 wyprodukowanych sztuk. Posiada 10 miejsc klasy biznes (Executive Class) i 65 ekonomicznych (Hospitality Class). Oferowany jest w trzech wariantach: podstawowym, o przedłużonym zasięgu (ER) i o dalekim zasięgu (LR).
Samolot spełnia wymagania Common Crew Qualification (Wymagania dotyczące Wspólnych Załóg), umożliwiające latanie pilotów CRJ-705 na samolotach serii 200, 700 i 900.